# Vela nos Jogos Olímpicos de Verão de 1956 - Dragon
As provas da classe Dragon da vela nos Jogos Olímpicos de Verão de 1956 ocorreram entre 26 de novembro e 5 de dezembro daquele ano na Baía de Port Phillip, no sul de Vitória, na Austrália. O programa compunha sete regatas. Para esta classe, houve 50 velejadores de 16 nações inscritas.

## Medalhistas
O trio sueco Folke Bohlin, Bengt Palmquist e Leif Wikström finalizou a competição em primeiro lugar e conquistou a medalha de ouro. A prata firmou-se com os dinamarqueses Ole Berntsen, Cyril Andresen e Christian von Bülow. Por fim, a medalha de bronze ficou com Graham Mann, Ronald Backus e Jonathan Janson, da Grã-Bretanha.
|  | SWE Suécia                                 |  | DEN Dinamarca                                   |  | GBR Grã-Bretanha                          |
|  | Folke Bohlin Bengt Palmquist Leif Wikström |  | Ole Berntsen Cyril Andresen Christian von Bülow |  | Graham Mann Ronald Backus Jonathan Janson |

## Resultados
Estes foram os resultados da competição:
| Pos.              | Tripulação                                                             | Embarcação    | Regata I | Regata I | Regata II | Regata II | Regata III | Regata III | Regata IV | Regata IV | Regata V | Regata V | Regata VI | Regata VI | Regata VII | Regata VII | Total de pontos | Total -1 |
| Pos.              | Tripulação                                                             | Embarcação    | Pos.     | Pts.     | Pos.      | Pts.      | Pos.       | Pts.       | Pos.      | Pts.      | Pos.     | Pts.     | Pos.      | Pts.      | Pos.       | Pts.       | Total de pontos | Total -1 |
| ----------------- | ---------------------------------------------------------------------- | ------------- | -------- | -------- | --------- | --------- | ---------- | ---------- | --------- | --------- | -------- | -------- | --------- | --------- | ---------- | ---------- | --------------- | -------- |
| Medalha de ouro   | SWE Folke Bohlin Bengt Palmquist Leif Wikström                         | Slaghoken II. | 8        | 402      | 2         | 1004      | 1          | 1305       | 8         | 402       | 9        | 351      | 1         | 1305      | 1          | 1305       | 6074            | 5723     |
| Medalha de prata  | DEN Ole Berntsen Cyril Andresen Christian von Bülow                    | Tip           | 1        | 1305     | 4         | 703       | 4          | 703        | 2         | 1004      | 2        | 1004     | 2         | 1004      | 6          | 527        | 6250            | 5723     |
| Medalha de bronze | GBR Graham Mann Ronald Backus Jonathan Janson                          | Bluebottle    | 4        | 703      | 12        | 226       | 8          | 402        | 1         | 1305      | 6        | 527      | 5         | 606       | 2          | 1004       | 4773            | 4547     |
| 4                 | ARG Jorge Salas Chávez Arnoldo Pekelharing Boris Belada                | Pampero       | 3        | 828      | 8         | 402       | 2          | 1004       | 7         | 460       | DNF      | 0        | 3         | 828       | 4          | 703        | 4225            | 4225     |
| 5                 | AUS Graham Horace Drane Brian Carolan Jim Carolan                      | Paula         | 2        | 1004     | 10        | 305       | 14         | 159        | 4         | 703       | 4        | 703      | 4         | 703       | 9          | 351        | 3928            | 3769     |
| 6                 | ITA Sergio Sorrentino Piero Gorgatto Annibale Pelaschiar               | Aretusa       | DSQ      | 0        | 1         | 1305      | 3          | 828        | DNF       | 0         | 7        | 460      | 9         | 351       | 7          | 460        | 3404            | 3404     |
| 7                 | NOR Thor Thorvaldsen Carl Otto Svae Bjørn Oscar Gulbrandsen            | Pan II.       | 7        | 460      | 5         | 606       | 9          | 351        | 5         | 606       | 8        | 402      | 10        | 305       | 3          | 828        | 3558            | 3253     |
| 8                 | CAN David Howard Cliff Howard Donald Tytler                            | Tomahawk III. | 6        | 527      | 7         | 460       | 10         | 305        | 11        | 264       | 3        | 828      | 7         | 460       | 5          | 606        | 3450            | 3186     |
| 9                 | USA Gene Walet III Gene Walet Jr. Carlos Echeverria Danny Killeen      | Spirit III.   | DNF      | 0        | 11        | 264       | 11         | 264        | 6         | 527       | 1        | 1305     | 6         | 527       | 11         | 264        | 3151            | 3151     |
| 10                | EUA Theodor Thomsen Erich Natusch Georg Nowka                          | Gustl XL      | 5        | 606      | 6         | 527       | 5          | 606        | 9         | 351       | 5        | 606      | DNF       | 0         | 12         | 226        | 2922            | 2922     |
| 11                | URS Ivan Matveev Andrei Mazovka Pyotr Tolstikhin                       | Neptun II.    | 12       | 226      | 3         | 828       | 7          | 460        | 13        | 191       | 12       | 226      | 12        | 226       | 13         | 191        | 2348            | 2157     |
| 12                | NZL Robert Stewart Albert Wallace Cuthbertson William Edgar Swinnerton | Red Dragon    | 9        | 351      | DSQ       | 0         | 15         | 129        | 3         | 828       | 10       | 305      | DSQ       | 0         | 8          | 402        | 2015            | 2015     |
| 13                | POR Bernardo d'Almeida Carlos Rogenmoser de Lourenco Sérgio Marques    | Canopus       | 13       | 191      | 9         | 351       | 6          | 527        | 12        | 226       | 13       | 191      | 8         | 402       | 10         | 305        | 2193            | 2002     |
| 14                | FIN John Flinkenberg Tor-Kristian Lindh Joel Jahn                      | Xantippa      | 10       | 305      | 13        | 191       | 12         | 226        | DNF       | 0         | 11       | 264      | 11        | 264       | 14         | 159        | 1409            | 1409     |
| 15                | BER Brownlow Eve Bernard Ward Jimmy Kempe                              | Pam           | 11       | 264      | 15        | 129       | 16         | 101        | 10        | 305       | 14       | 159      | 13        | 191       | 16         | 101        | 1250            | 1149     |
| 16                | SIN Ned Holiday Kenneth Golding Robert Ho Keith Johnson                | Rika II.      | 14       | 159      | 14        | 159       | 13         | 191        | DNF       | 0         | 15       | 129      | 14        | 159       | 15         | 129        | 926             | 926      |

### Classificação diária

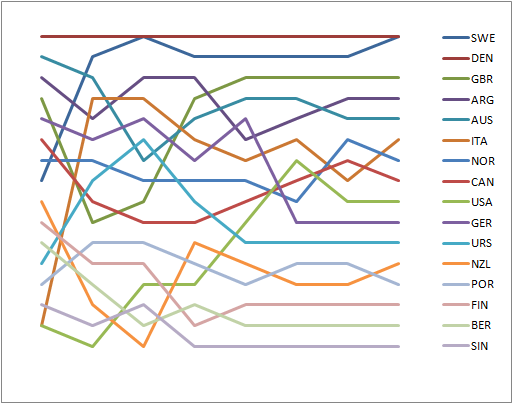
Gráfico mostrando a classificação diária na classe.